# Člověče, nezlob se!
Člověče, nezlob se! je desková hra pro dva a více hráčů. Jde o jednu z nejrozšířenějších stolních her na světě.

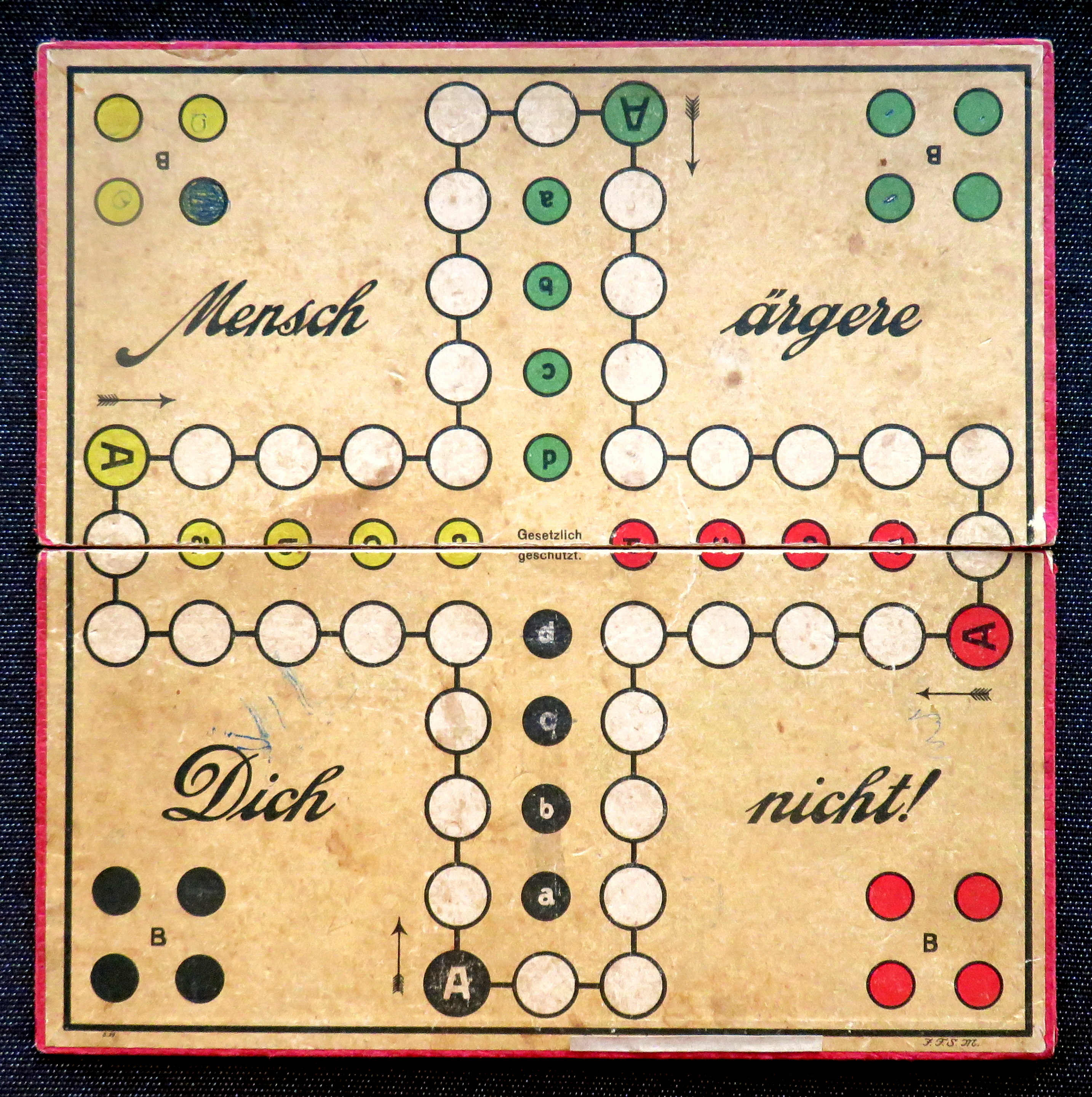
Herní plán

## Historie
Hra má svůj původ v prastaré indické hře Pačísí, známé již v 7. století. Do Evropy se nejprve dostala přes Srí Lanku, Persii a Palestinu do Španělska, kde byla známá jako Parchis, ale většího rozšíření nedosáhla. Podruhé přivezli hru do Evropy na konci 19. století Angličané a to přímo z Indie, která tehdy byla jejich koloniálním panstvím. Patentována a na trh uvedena pak byla pod názvem Ludo (z latinského ludus: hra) v roce 1896 a to v podobě a s pravidly, která jsou velmi podobná s dnešními.
Trvalý úspěch a rozšíření nejen v Evropě, ale též ve Spojených státech amerických přinesl hře až německý obchodník Josef Friedrich Schmidt, který dnešní hru vynalezl v zimě 1907/1908 a vydal roku 1914 pod názvem Mensch, ärgere dich nicht (Člověče, nezlob se). Známá je ale i pod názvem Eile mit Weile (Spěchej pomalu).
Pod českým názvem Člověče, nezlob se! se Pačísí prodávala v knihkupectvích Čech a Moravy již v 19. stol. (r. 1882) a to jako „rozmarná hra pro veselé kruhy dám i pánů“ za 40 korun. Svůj skutečný úspěch zažívala na československém trhu až ve 30. a 40. letech 20. století. Společenská stolní hra se stala za první republiky velmi oblíbeným a populárním dárkem. Prodávala se ve třech velikostech.
V Česku se v roce 1997 podnikatel Přemysl Chmelař pokusil o registraci Člověče, nezlob se! jako chráněné značky. Úřad průmyslového vlastnictví po třech letech žádost odmítl a jeho rozhodnutí postupně potvrdily všechny soudy včetně Vrchního soudu. Nyní je hra vyráběna vícero společnostmi, například českou firmou Dino Toys.

## Pravidla
Všechny figurky jsou před začátkem hry umístěny ve startovním domečku, který je barevně vyznačen stejnou barvou, jakou jsou označeny 4 figurky hráče.
Cílem hry je dovést své figurky jedné barvy ze startovního pole do cílového domečku. To lze pouze tak, že figurka musí projít postupně všemi poli na obvodu hracího plánu. Každý hráč posune při svém tahu figurku o tolik bodů, kolik padlo při jeho hodu kostkou. Skončí-li s figurkou na políčku obsazeném cizí figurkou, je tato odstraněna ze hry a vrácena zpět do startovního domečku. Na políčko obsazené figurkou stejné barvy vstoupit nelze.
K nasazení figurky na startovní pole je potřeba hodit šestku. Nemá-li hráč nasazenou žádnou figurku, hází kostkou do té doby, dokud nepadne šestka, maximálně však třikrát. Pokud ani po třetím hodu nepadne šestka, pokračuje ve hře další hráč. Na začátku hry se první figurka umisťuje na startovní pole okamžitě.
Během hry po hozené šestce hází hráč kostkou ještě jednou a posune jednu zvolenou figurku o součet bodů při obou hodech.
Vyhrává ten hráč, který oběhne hrací plán všemi svými figurkami a umístí je do cílového domečku v nejmenším počtu odehraných kol - pokud tedy dva hráči umístí svoji poslední figurku do cílového domečku ve stejném kole, hra v jejich případě končí remízou. Ostatní hráči poté obvykle pokračují ve hře a hrají tak o další pořadí dle stejného klíče.
Existuje více variant hracího plánu hry. Nejznámější hrací plán je ve tvaru kříže a je určen pro maximálně 4 hráče, větší hra má tvar šestiúhelníku a je určena až pro 6 hráčů. Také existuje plán ve tvaru osmiúhelníku a je určen pro 8 hráčů. Hra Člověče, nezlob se! je určena hráčům od tří let.

## Modifikace hry
V dětské variantě hry se hází kostkou s obrázky, na herním plánu se pak střídají tyto obrázky. Pokud hráč hodí na kostce např. žabku, posune se na nejbližší políčko s žabkou.
Zvláštní alternativou je tzv. „Matfyzácké člověče, nezlob se!“, vhodné především pro 4 hráče. V tomto případě každý hráč začíná se čtyřmi figurkami různých barev (všichni hráči disponují stejnou sadou) a snaží se do chlívečku dostat opět 4 figurky různých barev, přičemž po hracím plánu může pohybovat kteroukoli figurkou barvy, kterou nemá ani v domečku ani ve chlívečku.[zdroj?]

## Zajímavosti
Hra „Člověče, nezlob se” dohnala ho k sebevraždě. Berlín, čtvrtek. Čtvrteční berlínská policejní zpráva konstatuje také tuto tragikomickou příhodu: Mladý dělník hrál doma se svou ženou známou hru „Člověče nezlob se!“. Přes toto varovné jméno hry rozčilil se dělník, když desetkrát za sebou prohrál tak, že odešel do vedlejší místnosti a tam si v sebevražedném úmyslu vrazil do prsou kapesní nůž. Na štěstí bylo v nemocnici shledáno, že zranění není vážné.
Polední list, 01.01.1932

V mnoha rodinách je dnes velmi populární zábavná hra, která se jmenuje: „Člověče nezlob se.“ Pravidla jsou strašně jednoduchá. Házíš kostkou a pak buď posunuješ svoji figurku anebo musíš zpátky, nebo-li do chlívka jak se říká. V prvním případě máš radost, ve druhém zlost přes jméno této hry. Tato jednoduchá hra je ve skutečnosti šťastným psychologickým pokusem s naší pohotovostí ke zlosti. Neboť bez zlosti, kdo z nás je bez zlosti?
Polední list, 4.2.1940

Prakticky založený člověk se také po stránce četby prozřetelně zásobil. Jen nejzatvrzelejší optimisté přibalovali si do zavazadel plavky, krémy na opalování nebo brýle proti slunci, tedy věci pro léto 1940 naprosto zbytečné. Zaplňovaly jen místo předmětům užitečnějším, jimiž se ukázalo hlavně teplé prádlo a slušná krabička čaje, několik dobrých, nepromokavých párů bot v to počítajíc. Pouze jedinci s vyzkoušenou a neselhávající holubičí povahou mohli bez obav před soudními dozvuky přibrati uklidňující hru «Člověče, nezlob se!»
Naší přírodou,
obrázkový čtrnáctideník pro milovníky přírody, 15.09.1940

V roce 1938 vyšel breviář Jiřího Solara „Půjde to!”, obsahující motivační texty k rozvoji sebevědomí. Jeden z textů nesl název Člověče, nezlob se:
Člověče, nezlob se!
Člověče, nezlob se! Sladko je žít!
když je vtip meč Tvůj a veselost štít!
Člověče, nezlob se, nervů buď pán!
Muž umí smát se i v přívalu ran.
Ing. Jiří Solar: Breviář: „Půjde to!“

Hra Člověče, nezlob se objevila také ve filmové komedii Příklady táhnou (1939), režiséra Miroslava Cikána, kde ji hrála vnučka Jarmila (Stella Májová) se zahradnickým synkem Emanem (Vladimír Salač).